# ブルネイ・ダルサラーム大学
ブルネイ・ダルサラーム大学（英語: Universiti Brunei Darussalam、公用語表記: يونيبرسيتي بروني دارالسلام）は、ブルネイ・ダルサラーム国ブルネイ・ムアラ地区バンダルスリブガワンガドンツンク・リンク通りに本部を置くブルネイの国立大学。1985年創立、1985年大学設置。大学の略称はUBD。 
大学の略称はUBD、ブルネイ大学。
教員数300人、学生数2,800人を擁するブルネイ最大の大学で、かつブルネイ最古の大学である。総長は国王のハサナル・ボルキア、副総長はハジ・ズルカルナイン・ハジ・ハナフィ（Hj Zulkarnain Hj Hanafi）である。大学の標語は人間の完成に向けて（マレー語：Ke Arah Kesempurnaan Insan）。

## 概観
大半の授業は英語で行われ、英語は全学必修科目である。一部の学部ではマレー語やアラビア語を媒体とする科目を開設している。

### 歴史
大学の設置構想は1976年から存在したが、実際に動き始めたのは、1985年4月23日に国王が設立構想を発表してからである。そして同年10月28日に隣国マレーシアと旧宗主国イギリスの大学関係者の協力を得て、第一期生176名を迎えて開学した。開学当初はマレーシアの大学をモデルとしており、最終的にはマレー語のみの大学を志向する動きもあった。1988年、スルタン・ハサナル・ボルキア教育大学（Sultan Hassanal Bolkiah Institute of Education）を合併した。

### 使命
ブルネイ・ダルサラーム大学は小国の大学として、教育・研究・サービスの分野での人的資源の開発の重要拠点としての使命を負う。
- 教育は第一使命である。ブルネイ・ダルサラーム大学の目的は知識・技能・態度・道徳および精神的な価値を身に付けた質の高い卒業生を育成し、国家および国家の哲学の発展を支援することである。
- 研究は第二使命である。ブルネイ唯一の総合大学として、ブルネイ・ダルサラーム大学は研究、特に比較優位と国家の必要とする典型的な応用研究を推進、実行する予定である。
- サービスは第三使命である。大学教員が高度に熟練し、専門分野も増えていることから、ブルネイ・ダルサラーム大学はこの専門的な技術を社会に適用させていくであろう。

2009年に始まったジェネクストプログラム（The GenNext programme）は「将来的に世界の最高の実践をしている大学と提携しうる」新しい種類の学位を提供することを目的としている。

## 学部
- ブルネイ研究所（Academy of Brunei Studies, ABS/APB）
- 芸術・社会学部（Faculty of Arts and Social Sciences, FASS）
- 経営・経済・政策学部（Faculty of Business, Economics and Policies Studies, FBEPS）
- 理学部（Faculty of Science, FOS）
- 語学センター（Language Centre, LC） - 日本語、中国語（北京語）、タイ語、ドイツ語、フランス語、スペイン語などを選択科目として開設する[4]。ブルネイ・ダルサラーム大学の外国語は学習意欲の高い学生のみが受講できる人気科目である[4]。
- PAPRSB健康科学研究所（PAPRSB Institute of Health Sciences ,IHS）[6] - 医学部の役割を果たす。
- スルタン・ハサナル・ボルキア教育研究所（Sultan Hassanal Bolkiah Institute of Education, SHBIE） - 教育学部（教員養成課程）の役割を果たす。
- スルタン・ハジ・オマール・アリ・サイフディーンイスラム学研究所（Sultan Haji Omar Ali Saifuddien Institute of Islamic Studies, SHOAIIS/IPISOAS）

## モスク
大学のモスクの建設は1992年から開始し、7,600,000ブルネイドルをかけて1994年に完成した。2,032haの敷地面積がある。公式には、1995年にハサナル・ボルキア国王により開設された。1,800人収容。

## 大学関係者一覧

### 卒業生
- マジーダ・ボルキア（Majeedah Bolkiah） - ブルネイ王女

## 対外関係

### 他大学との関係
東南アジア高等教育機関連合（ASAIHL）、アセアン大学ネットワーク（AUN）に加盟している。
学術交流協定校
- 日本山形大学[7]
- 日本香川大学[8]